# Эль-Джуфра (муниципалитет)
Эль-Джуфра (араб. الجفرة‎) — административный район в Ливии. Административный центр — город Хун. Площадь — 139 038 км². Население 52 342 человек (2006 г.).

## Географическое положение
Внутри страны Эль-Джуфра граничит со следующими муниципалитетами:
- На севере: Сурт, Эль-Джабал-эль-Гарби.
- На западе: Вади-эш-Шати, Сабха.
- На востоке: Эль-Куфра, Эль-Вахат.
- На юге: Марзук.

## История
Джофра получил известность в средние века как крупный оазис в пустыне Сахара. Расположен у северного подножия гор Эс-Сода, в центре современной Ливии, к Северу от Феццана, к которому причислялся в политическом отношении в начале XX века. Общая площадь оазисных угодий в муниципалитете достигает 2 000 кв. км. Джофра окружена холмами (высотой до 200 м). С севера и с юга оазис прорезывает цепь высот, делящих его на 2 равные части. В конце XIX века население региона достигало 6 000 душ, арабов и берберов. Джофра издавна производит хлеб, финики, разные южные плоды, развито и скотоводство. Главным городом оазиса являлась Сокна (в которой в начале XX века проживали около 2 000 человек); восточнее Сокны лежат Хун (ныне админ. центр муниципалитета) и священный город Вадан. Благодаря наличию здесь узла дорог к побережью Средиземного моря и в Сахару, в Джофре издавна процветала торговля.